# 岡山県立福渡高等学校
岡山県立福渡高等学校（おかやまけんりつふくわたりこうとうがっこう）は、岡山県岡山市建部町福渡（現北区建部町福渡、旧御津郡建部町福渡）にあった県立高等学校である。
本校と岡山県立金川高等学校とを統合再編した岡山県立岡山御津高等学校が2005年に開校したことを受け、2007年に閉校した。
なお、跡地には岡山・建部 医療福祉専門学校が2014年4月に開校したが2024年3月に閉校した。敷地内に介護老人保健施設「葵の園・岡山福渡」も併設されている。

## 概要

### 沿革

#### 福渡実科高等女学校時代
- 1925年（大正14年）
  - 3月30日 - 岡山県学校組合立福渡実科高等女学校設置認可[1]。久米郡福渡町・鶴田村・神目村、御津郡建部村・上建部村、赤磐郡竹枝村の学校組合立として福渡町の妙福寺に設置される[2]。修業年限は3年[1][2]。
  - 4月1日 - 実科高等女学校3年卒を入学資格とする補習科を併設[2]。
  - 4月10日 - 岡山県学校組合立福渡実科高等女学校、開校式[1]。
  - 9月2日 - 新校舎が落成し移転[2]。
- 1926年（大正15年）
  - 3月22日 - 学則変更により修業年限が4年となる[2]。
  - 9月1日 - 寄宿舎と家事実習場が新築落成[2]。

#### 福渡高等女学校時代
- 1928年（昭和3年）4月1日 - 県営移管、岡山県福渡高等女学校と改称[1]。修業年限は本科4年、補習科1年[2]。
- 1930年（昭和5年）5月30日 - 普通教室特別教室1棟竣工[2]。
- 1932年（昭和7年）5月31日 - 理科その他特別教室の増築と、雨天体操場が竣工[2]。
- 1943年（昭和18年）
  - 4月1日 - 補習科を専攻科に改称[2]。
  - 11月7日 - 賀陽宮妃が本校生徒の農作業を台覧[2]。
- 1945年（昭和20年）
  - 4月1日 - 専攻科を研究科および農耕科に改称[2]。
  - 10月16日 - 火薬大爆により校舎半壊[2]。
- 1946年（昭和21年）
  - 4月1日 - 修業年限を本科5年に変更。研究科および農耕科を廃止[2]。
- 10月26日 - 校舎復旧。新校舎として平屋建1棟2教室増築竣工[2]。
- 1947年（昭和22年）4月1日 - 学制改革により新制中学校を併設[2]。

#### 福渡高等学校時代
- 1948年（昭和23年）4月1日 - 学制改革により新制高等学校に移行し、岡山県立福渡高等学校と改称[1]。定時制高等学校を併設するとともに、久米郡西川村に西川分校、久米郡大垪和村に大垪和分校を設置[2]。
- 1953年（昭和28年）
  - 1月14日 - 新校舎2階建1棟4教室増築竣工[2]。
  - 3月13日 - 定時制の生徒募集停止を決定[2]。
- 1954年（昭和29年）
  - 3月1日 - 1954年度からの家庭課程の募集停止を決定[2]。
  - 5月27日 - 講堂を増築し渡廊下を設置[2]。
  - 6月1日 - 第3運動場設定[2]。
- 1959年（昭和34年）
  - 4月30日 - 寄宿舎撤去[2]。
  - 11月25日 - 家庭科教室木造平屋建1棟竣工[2]。
- 1960年（昭和35年）
  - 3月31日 - 家庭科準備室および渡廊下竣工[2]。
  - 7月31日 - 旧寄宿舎の解体材をもってシャワー室を建築竣工[2]。
- 1963年（昭和38年）8月31日 - 校門改築竣工[2]。
- 1966年（昭和41年）8月31日 - 鉄筋コンクリート3階建の第1期工事が竣工[2]。
- 1967年（昭和42年）
  - 1月25日 - 鉄筋コンクリート3階建の第2期工事が竣工[2]。
  - 12月20日 - 岡山県立高等学校通学区に関する規則の一部改正に伴い全県学区となる[2]。
- 1970年（昭和45年）8月14日 - プール竣工[2]。
- 1972年（昭和47年）3月31日 - 本館第2期工事竣工[2]。
- 1975年（昭和50年）4月18日 - 体育館竣工[2]。
- 1978年（昭和53年）2月7日 - 格技場竣工[2]。
- 1981年（昭和56年）6月 - 運動場拡張整備完成[2]。
- 1985年（昭和60年）4月1日 - 人文系・理科系・生活教養系・情報処理系の4類型（コース）を設置[1][2]。
- 1989年（平成1年）3月20日 - 特別教室棟竣工[2]。
- 1990年（平成2年）3月28日 - 芸術教室棟竣工[2]。
- 1997年（平成9年）4月1日 - 類型制を文理系・生活福祉系・情報処理系に改編[1]。
- 2005年（平成17年）4月1日 - 新規生徒の募集を停止[1]。
- 2007年（平成19年）
  - 3月3日 - 閉校式[3]。
  - 3月31日 - 閉校[1]。

#### 閉校後
- 2011年（平成23年）12月 - 岡山市が「地域に開放された特色ある『教育施設及び社会福祉施設の誘致』」をすることとした跡地活用方針を決定[4]。
- 2012年（平成24年）1月 - 岡山市が事業敷地等を学校法人葵会学園と医療法人社団葵会へ引渡し[4]。
- 2014年（平成26年）
  - 4月1日 - 跡地に岡山・建部 医療福祉専門学校が開校[5]。
  - 12月1日 - 敷地内に介護老人保健施設「葵の園・岡山福渡」を設置。
- 2024年3月 - 岡山・建部 医療福祉専門学校が閉校する。

### 校歌
作詞は竹内武夫、作曲は棚田国雄による。歌詞は3番まであり、それぞれ「峰高く風は薫りて」、「空青く桜匂いて」、「行く川の流れは遠く」で始まり、いずれも「我等が福渡 我等が福高」で終わる。楽譜には「行進曲風にはつらつと」と記されている。

## 基礎データ

### 所在地
- 現在の岡山県岡山市北区建部町福渡425番地

### 交通アクセス
- JR津山線の福渡駅から徒歩3分。

## 周辺
- JR津山線福渡駅
- 岡山市建部支所（現北区役所建部支所、旧建部町役場）
- 岡山市久米南町国民健康保険福渡病院

## 主な卒業生
- 本田晴美……競輪選手、1987年の世界選手権ケイリン優勝者。